# Hip-hop soul
El hip-hop soul és un subgènere del R&B contemporani. El terme generalment descriu un estil de música que combina el R&B i la producció de hip-hop. El gènere és un punt mitjà entre el new jack swing i el neo soul i fou molt popular a mitjans de la dècada del 1990.